# Rio Águas Vermelhas
Rio Águas Vermelhas är ett vattendrag i Brasilien.   Det ligger i delstaten Santa Catarina, i den södra delen av landet, 1 200 km söder om huvudstaden Brasília.
I omgivningarna runt Rio Águas Vermelhas växer i huvudsak städsegrön lövskog. Runt Rio Águas Vermelhas är det ganska tätbefolkat, med 214 invånare per kvadratkilometer.